# Николаевский колледж музыкального искусства
Николаевский колледж музыкального искусства — высшее учебное заведение I степени аккредитации в Николаеве. 

## История
16 марта 1900 года Главная Дирекция Российского музыкального общества на своём заседании позволила превратить с начала следующего учебного года (1 сентября 1900 г.) музыкальные классы Николаевского отделения в музыкальное училище.
В 1900—1919 годах заведение называлось Николаевским императорским музыкальным училищем, а с 1919 года — Свободной народной консерваторией, с 1923 года — Музыкальной профессиональной школой, с 1931 года — Музыкальным техникумом, с 1937 года — Николаевским музыкальным училищем, в 1941 году в связи с началом Великой Отечественной войны училище прекратило функционирование. Деятельность учебного заведения уже как государственного музыкального училища была восстановлена только в 1959 году.
Весомую роль в становлении и развитии училища сыграли: пианистка Т. Антонова, скрипач И. Карбулька, баянист Л. Непомнящий, хормейстер В. Кучеровский, занимавший в 1966—1989 годах должность директора, заместитель директора по учебной работе В. Котова.
В 1999 году в связи с реформой системы высшего образования в Украине училище до 2018 года называлось Николаевским государственным высшим музыкальным училищем I уровня аккредитации. С 2018 — настоящее название.
30 выпускникам МГВМУ присвоены почетные звания: «Народный артист Украины», «Заслуженный деятель искусств Украины», «Заслуженный работник культуры Украины», «Заслуженный артист Украины» . Выпускники училища работают во многих творческих коллективах Украины и за её пределами, в учебных заведениях страны.

## Современность
Училище готовит младших специалистов по специальности «Музыкальное искусство», которая включает 8 специализаций: «Фортепиано», «Оркестровые струнные инструменты», «Оркестровые духовые и ударные инструменты», «Народные инструменты», «Музыкальное искусство эстрады», «Пение», «Хоровое дирижирование», «Теория музыки».
Ежегодно музыкальное училище принимает на обучение более 60 молодых музыкантов.
С 1989 года училище возглавляет Сирота А. А. — Заслуженный деятель искусств Украины .
Учебно-воспитательный процесс осуществляют 112 преподавателей.
Училище является основателем Регионального фестиваля исполнителей народных инструментов им. Г. Манилова, Всеукраинского открытого конкурса хоровых дирижёров «Солнечный ток», Всеукраинского открытого конкурса джазовых исполнителей «Performance Jazz».

## Выпускники
Известными выпускниками училища являются Ким Брейтбург, Андрей Васин, Иван Кучер, Оксана Мадараш, Николай Николаевчук, Н. Н. Петрушенко, Михаил Полторак, Олег Таганов, Николай Трубач, Александр Сирота, Татьяна Яровая и другие.

## Преподаватели
- Калмыков, Степан Тимофеевич — заслуженный работник культуры УССР; [1]
- Карбулька, Иосиф Иосифович — музыкант, композитор;
- Кучеровский, Владимир Владимирович — хормейстер, директор училища;
- Нежигай Александр Николаевич — заслуженный деятель искусств Украины